# Fever Crumb Series
Fever Crumb é uma série literária de fantasia escrita pelo autor britânico Philip Reeve.